# Contra (album)
Contra je druhé studiové album americké rockové skupiny Vampire Weekend. Vydala jej v lednu 2010 společnost XL Recordings a jeho producentem byl jeden z členů kapely, Rostam Batmanglij. V žebříčku Billboard 200 se album umístilo na první příčce, podobně jako v dalších hitparádách. Na obalu se nachází fotografie dívky z roku 1983, jejímž autorem byl Tod Brody. Ann Kirsten Kennis, která se identifikovala jako dívka z obalu, skupinu začalovala o dva miliony dolarů kvůli použití fotografie bez jejího svolení.

## Seznam skladeb
| Pořadí | Název               | Délka |
| ------ | ------------------- | ----- |
| 1.     | Horchata            | 3:26  |
| 2.     | White Sky           | 2:58  |
| 3.     | Holiday             | 2:18  |
| 4.     | California English  | 2:30  |
| 5.     | Taxi Cab            | 3:55  |
| 6.     | Run                 | 3:52  |
| 7.     | Cousins             | 2:25  |
| 8.     | Giving Up the Gun   | 4:46  |
| 9.     | Diplomat's Son      | 6:01  |
| 10.    | I Think Ur a Contra | 4:29  |

## Obsazení
Vampire Weekend
- Ezra Koenig – zpěv, kytara, klávesy, klavír, programování
- Rostam Batmanglij – klávesy, klavír, cembalo, bicí, syntezátory, programování, kytara, perkuse, zpěv, doprovodné vokály
- Chris Baio – baskytara, syntezátory, doprovodné vokály
- Chris Tomson – bicí

Ostatní hudebníci
- Mauro Refosco – marimba, perkuse
- Marcus Farrar – perkuse
- Libby Gery – doprovodné vokály
- Anne Donlon – doprovodné vokály
- Nat Baldwin – kontrabas
- Jonathan Chu – housle, viola
- Hamilton Berry – violoncello
- Seth Rosenfeld – violoncello
- Jesse Novak – instrumentace
- Jeff Curtin – perkuse
- Shane Stoneback – perkuse